# Knez
Knez (lat. princeps, dux, comes, nem. fürst, rusko князь (knjaz); ženska oblika kneginja - княгиня (knjaginja)) je označitev za vodjo večje plemenske  ali ozemeljske enote (npr. kneževine), pa tudi vladarski ali plemiški naziv, ki se v romanskih jezikih in angleščini prevaja kot princ.

## Etimologija
Beseda knez, ki se je v sloveščini uveljavila v 16. stoletju, izhaja iz starocerkvenoslovanske besede къnędzь 'knez', hrvaško knêz, rusko князь 'knez', češko kněz 'duhovnik', praslovanska beseda *къnęgь je izposojena iz pragermanske besede *kuningaz 'kralj, vodja plemena'. Pragermanska beseda je s pripono *-inga-/-unga-, ki je označevala izvor ali pripadnost, izpeljana iz pragermanskega korena *kunja- '(plemeniti) rod' in je prvotno nekako pomenila 'plemenitaš, človek iz rodu'.

## Zgodovinski pregled
Izvirno so s knezom označevali vodjo plemena. Kasneje z razvojem fevdalizma je postal naziv za vladarja države (княжество (knjažestvo) - kneževina), na primer Kijevska Rusija. Pomen se je skozi zgodovino spreminjal.
Knez je splošno slovansko poimenovanje in je po prevladujočem mnenju nastalo iz gotske besede kuniggs, ki je pomenila 'kralj'. V staroslovenski dobi je bil položaj kneza deden v enem rodu, znotraj njega pa verjetno volilen. Po vključitvi v Zahodno cesarstvo (845) je karantanske kneze verjetno sprva postavljal kralj, od konca 11. stol ali začetku 12. stol. pa je postal položaj deden, ustoličenje pa obred za prenos oblasti. Medtem ko je poimenovanje knez prvotno ustrezalo latinski besedi dux (vojvoda), je pozneje prešlo na novega pokrajinskega predstojnika (mejnega) grofa ali na grofa sploh; na to kažejo tudi krajevna imena, npr.: Grafenbrunn (Knežak). Po oblikovanju dežel je njihov vladar veljal za deželnega kneza.
Razlikujemo starejši in mlajši državni knežji stan; zadnji je nastal med vladavino Staufovcev, leta 1231 prvič imenovanih kot 'deželni gospodje' (domini terrae). V zlati buli (1356) so bili volilni knezi potrjeni kot posebna skupina znotraj knezov, s posebnimi pravicami.

## Knezoškof
Knezoškof je zgodovinski naziv za škofa, ki je imel poleg cerkvene tudi posvetno oblast nad določenim ozemljem, kar pomeni, da ni bil le duhovni voditelj, temveč tudi fevdalni vladar, podobno kot vojvoda (knez) ali grof. Takšni škofje so bili del Svetega rimskega cesarstva, kjer so imeli sedež in glas v cesarskem zboru, kar jih je postavljalo ob bok svetnim knezom.
T.i. knezoškofije (grško ecclesia cathedralis) so bile posvetne kneževine, ki so jih škofje pridobili z darili, nakupi ali cesarskimi donacijami. Pogosto so bile razdrobljene in niso sovpadale z ozemljem škofije. Knezoškof je torej lahko vladal dvema različnima jurisdikcijama, cerkveni oz. duhovni: škofiji (nemško bistum) in posvetni knezoškofiji (nemško hochstift).
Po razpustitvi Svetega rimskega cesarstva leta 1806 so nekateri knezoškofje povsem izgubili posvetno oblast, vendar so ohranili naziv in vpliv (npr. Knezoškofija Salzburg, sekularizirana leta 1803). V Avstrijskem cesarstvu in kasneje v Avstro-Ogrski so knezoškofe imenovali cesarji, ki so imeli kot vladarji pomembno vlogo pri potrjevanju cerkvenih dostojanstvenikov. Po konkordatu med Svetim sedežem in Habsburško monarhijo (sklenjenem leta 1855), je imel cesar pravico do predlaganja kandidata (t.i. ius nominandi), ki pa ga je moral zatem potrditi še papež. Ta postopek je ostal v veljavi vse do razpada Avstro-Ogrske leta 1918.